# 北沃拉薩湖
北沃拉薩湖（白俄羅斯語：Воласа Паўночны）是白俄羅斯的湖泊，位於布拉斯拉夫東北6.5公里，由維捷布斯克州負責管轄，長3.56公里、寬2.5公里，面積4.21平方公里，集水區面積12平方公里，湖岸線長度13.7公里，平均水深7.29米，最大水深29.2米。